# マリーン・クラー

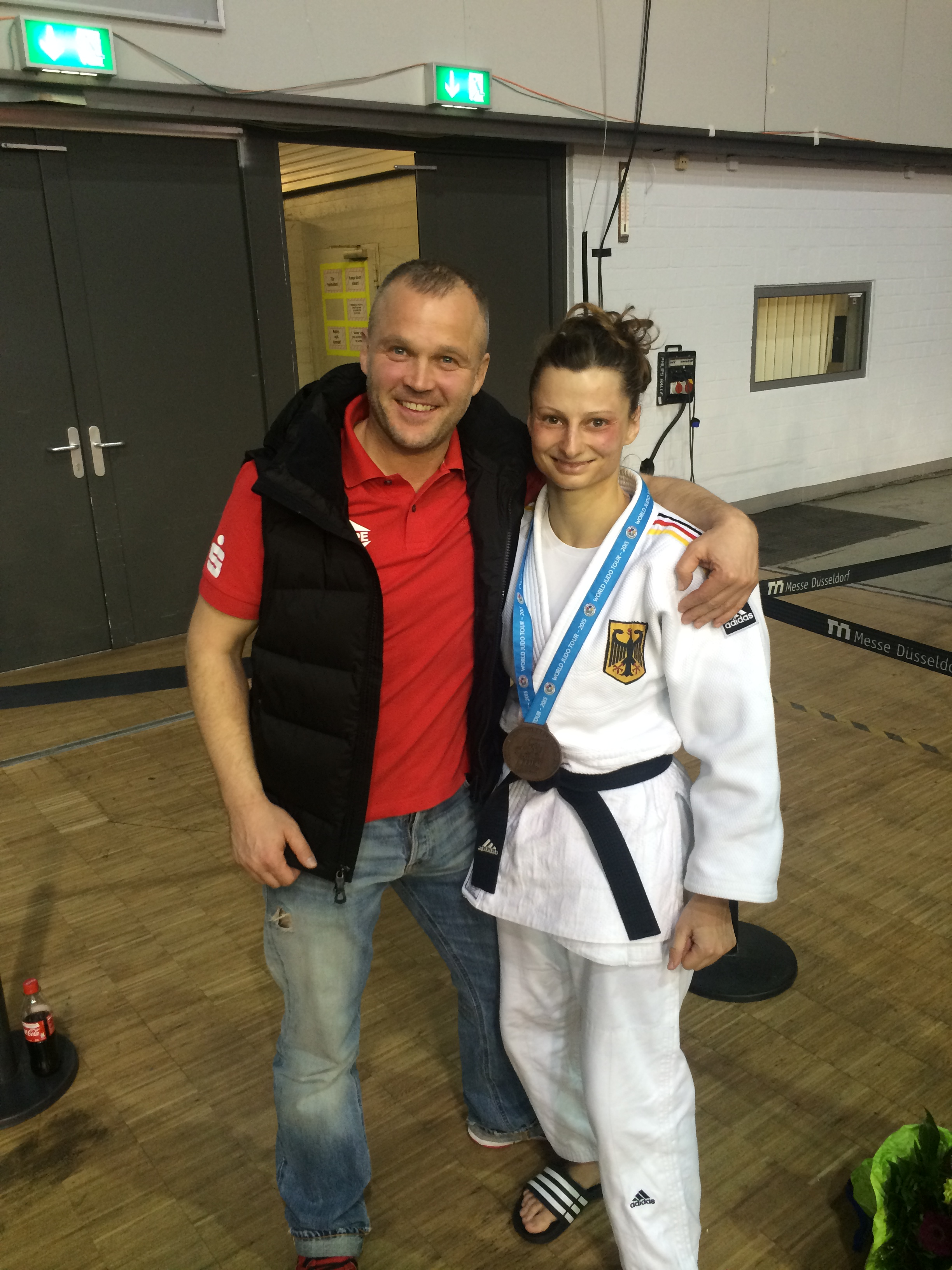
Mareen Kräh (2015)

マリーン・クラー（Mareen Kraeh 1984年1月28日- ）はドイツのブランデンブルク州出身の柔道選手。階級は52kg級。身長161cm。

## 人物
2006年のヨーロッパ選手権52kg級で3位となった。2008年北京オリンピックにはロミー・タラングルとの代表争いに敗れて出場できなかった。東京で開催された世界団体ではドイツチームの一員として3位に入った。その後も国際大会で一定の成績を残して、2012年のヨーロッパ選手権では3位となるが、世界ランキングではオリンピック出場資格が得られる14位以内に入っていなかったために、ロンドンオリンピックには出場できずに終わった。2013年の世界選手権では準々決勝でコソボのマイリンダ・ケルメンディに敗れるが、その後の3位決定戦でルーマニアのアンドレア・キトゥを内股で破り、29歳にして個人戦の世界選手権で初のメダルを獲得した。2016年のリオデジャネイロオリンピックでは2回戦で敗れた。

## 主な戦績
- 2002年 - ベルギー国際　ジュニアの部　3位(48kg級)
- 2002年 - 世界ジュニア　7位(48kg級)
- 2003年 - ベルギー国際　ジュニアの部　2位
- 2003年 - ヨーロッパジュニア　2位
- 2005年 - ベルギー国際　優勝
- 2006年 - ポーランド国際　3位
- 2006年 - エストニア国際　2位
- 2006年 - ヨーロッパ選手権　3位
- 2007年 - プレオリンピック　7位
- 2008年 - ブルガリア国際　3位
- 2008年 - イタリア国際　2位
- 2008年 - 世界団体　3位
- 2008年 - 嘉納杯　7位
- 2009年 - ワールドカップ・ソフィア　2位
- 2009年 - グランドスラム・モスクワ　5位
- 2009年 - グランドスラム・リオデジャネイロ　5位
- 2009年 - グランドスラム・東京　5位
- 2010年 - グランプリ・デュッセルドルフ　3位
- 2010年 - ヨーロッパ選手権　5位
- 2010年 - グランプリ・チュニス　5位
- 2011年 - ワールドカップ・ソフィア　3位
- 2011年 - ワールドカップ・プラハ　3位
- 2011年 - グランプリ・バクー　5位
- 2011年 - グランドスラム・モスクワ　5位
- 2011年 - ワールドカップ・マドリード　優勝
- 2011年 - グランプリ・アブダビ　5位
- 2011年 - ワールドカップ・アピア　2位
- 2011年 - グランプリ・アムステルダム　5位
- 2012年 - グランプリ・デュッセルドルフ　5位
- 2012年 - ヨーロッパ選手権　3位
- 2013年 - ベルギー国際　優勝
- 2013年 - グランプリ・デュッセルドルフ　3位
- 2013年 - グランプリ・サムスン　2位
- 2013年 - ヨーロッパ選手権　5位
- 2013年 - グランドスラム・バクー　3位
- 2013年 - グランプリ・マイアミ　5位
- 2013年 - 世界選手権　3位
- 2013年 - グランプリ・アブダビ　5位
- 2014年 - グランドスラム・パリ　3位
- 2014年 - グランプリ・デュッセルドルフ　3位
- 2014年 - グランプリ・ハバナ　3位
- 2014年 - グランプリ・ウランバートル　2位
- 2014年 - 世界選手権　7位
- 2014年 - グランプリ・青島　3位
- 2015年 - グランプリ・デュッセルドルフ　3位
- 2015年 - グランプリ・ブダペスト　優勝
- 2015年 - ヨーロッパ競技大会　個人戦　3位　団体戦　2位
- 2015年 -　グランドスラム・チュメニ 3位
- 2015年 - 世界団体　3位
- 2015年 - グランドスラム・東京　5位
- 2016年 -　グランプリ・ハバナ　優勝

(出典、JudoInside.com)。